# Maxima pojišťovna

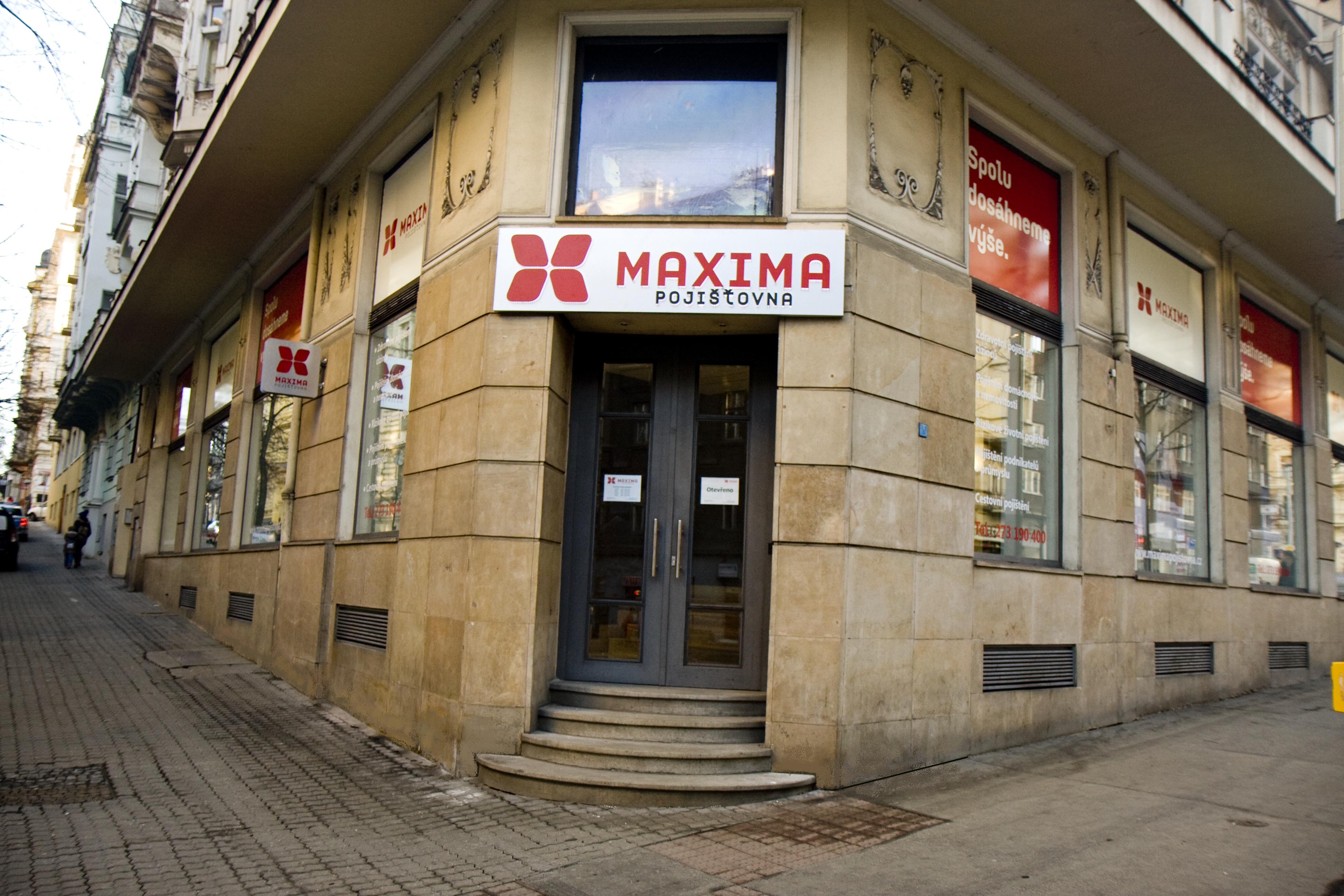
Sídlo Maxima pojišťovny, vlastníkem nemovitosti je akciová společnosti Kersaint podnikatele Tomáše Machotky

MAXIMA pojišťovna, a. s. je česká pojišťovna s třicetiletou tradicí na pojistném trhu, která nabízí široké spektrum životních i neživotních produktů. Její portfolio zahrnuje například klasické pojištění domácnosti, podnikatelů i průmyslové pojištění.
Další specializací je tvorba pojištění na míru ve spolupráci s korporacemi. Mezi tyto specializované produkty patří například pojištění schopnosti splácet, cestovní pojištění, pojištění telefonů a dalších zařízení.
Maxima pojišťovna nepůsobí pouze na českém trhu, ale své aktivity rozšířila i do dalších zemí. Na Slovensku nabízí obdobné produkty a služby jako v České republice.
Na maďarském trhu spolupracuje s významným operátorem Yettel Hungary, což jí umožňuje poskytovat své produkty a služby i maďarským klientům. Tímto rozšiřuje svůj mezinárodní dosah a zajišťuje vysokou úroveň služeb i v zahraničí.
Důraz na inovace a neustálé zlepšování produktů a služeb je pro Maxima pojišťovnu klíčový. Díky využívání moderních technologií a individuálnímu přístupu k zákazníkům se snaží poskytovat efektivní a kvalitní služby, které co nejlépe vyhovují potřebám všech klientů.
Mezinárodní působení
Kromě České republiky a Slovenské republiky působí Maxima pojišťovna také na maďarském trhu ve spolupráci s významným operátorem Yettel Hungary.
Největším akcionářem pojišťovny je Mella Holdings B.V. s podílem 95,6 %
Finanční výsledky a růst
Maxima pojišťovna vykazuje stabilní růst a finanční zdraví. Předepsané pojistné Maxima pojišťovny za rok 2023 dosáhlo výše 1 134 mil. Kč, čímž společnost poprvé v historii překonala miliardovou hranici. Výrazný nárůst předepsaného pojistného přinesl především segment pojištění mobilního hardware, zejména díky obchodní aktivitě na maďarském trhu. Rostl také segment skupinového cestovního pojištění a pojištění schopnosti splácet. 

## Činnost pojišťovny
Maxima pojišťovna nabízí následující produkty:
- Životní pojištění:     Finanční ochrana pro rodiny v případě neočekávaných událostí.
- Pojištění majetku a odpovědnosti: Ochrana     osobního a firemního majetku proti škodám způsobeným přírodními     katastrofami, nehodami či krádežemi.
- Zdravotní pojištění cizinců:     Poskytuje zdravotní péči pro cizince žijící v České republice.
- Pojištění pro podnikatele a průmysl: Krytí     rizik spojených s podnikatelskou činností, včetně pojištění odpovědnosti za škodu a pojištění majetku Inovace a ocenění Maxima pojišťovna klade důraz na inovace a neustálé zlepšování svých produktů a služeb. V roce 2017 dosáhla významného úspěchu v anketě Hospodářských novin "Nejlepší pojišťovna roku", kde s produktem O2 Chytré cestovní pojištění získala bronzovou příčku v kategorii Inovátor roku.

## Vedení společnosti
- Ing. Petr Sedláček, předseda představenstva[7]
- Ing. Roman Kohout, místopředseda představenstva[7]
- Martina Kavříková, ředitelka provozního úseku, člen představenstva[7]
- Ing. Milan Točina, ředitel pro strategický rozvoj[7]

## Historie
Pojišťovna vznikla v 1. července 1994 se sídlem v Ústí nad Labem a až do roku 1996 působila pod obchodní značkou Pojišťovna TERCIER, a.s. a v roce 2019 tak oslavila 25 let od svého založení. Funkci předsedy představenstva vykonával jako první JUDr. František Helešic. V letech 1996 – 2003 společnost vystupovala pod značkou Pojišťovna UNIVERSAL, a.s. a od roku 6. března 2003 do dnešních dob funguje pod jménem MAXIMA pojišťovna, a.s. V roce 2013 společnost přesídlila do centra Prahy a sídlí v Italské ulici 24 na Praze 2 – Vinohradech. Od roku 2015 vlastní téměř 96 % společnost Mella Holdings B.V., která je podle zprávy o vztazích ve výroční zprávě za rok 20118 ovládaná Ing, Petrem Sedláčkem. Od roku 2015 se pojišťovna začíná soustředit více na produkty pro strategické partnery jako je Air Bank, O2 v ČR i na Slovensku nebo pro společnost Home Credit.
V roce 2005 MAXIMA koupila za 27 milionů korun 4,44% podíl ve společnosti Spolek pro chemickou a hutní výrobu a oznámila jednání ve shodě s akcionářem Via Chem Group, který v následujícím roce Spolek ovládl. V prvním čtvrtletí roku 2008 se MAXIMA stala jediným vlastníkem slovenské společnosti KEY INVESTMENTS o.c.p., vzápětí přejmenované na M Securities, o.c.p.
M Securities byla manažerem emise nekotovaných nezajištěných dluhopisů Via Chem Group, které nakoupila i MAXIMA. Na konci roku 2010 tvořily zhruba 10 % aktiv pojišťovny a byly 31. května 2011 prodány za 52 milionů korun. Dalších zhruba deset procent bilanční sumy pojišťovny tvořila investice do fondu Allegro spravovaného společností Hanover Asset Management. Společnost Hanover Asset Management porušila při správě fondu Allegro zákon o kolektivním investování, za což jí Česká národní banka dne 23. února 2012 odňala povolení k činnosti investiční společnosti. Podílníci fondu se rozhodli převést majetek fondu do podílového spoluvlastnictví. Maxima pojišťovna tak získala 94% podíl na majetku tvořeném 55 akciemi společnosti B-Efekt a 60 akciemi společnosti Q-Efekt. 30. prosince 2010 MAXIMA prodala 60 % akcií společnosti M Securities o.c.p., a její podíl poklesl na 40 %. 27. října 2011 schválila ČNB prospekt k veřejné nabídce kmenových akcií Maxima pojišťovny, emise se však neuskutečnila. V roce 2012 Maxima navýšila svůj podíl ve společnosti Kovoprojekta Brno na 19,5 %.
Maxima pojišťovna pojistila investici Městské části Praha 10 do dluhopisů Via Chem Group. V červnu 2012 rezignovali kvůli sporné investici MČ Praha 10 do dluhopisů Via Chem Group a E Side Property radní Vladislav Lipovský (ODS) a Antonín Weinert (ČSSD).